# Z podniesionym czołem (film 2015)
Z podniesionym czołem (fr. La tête haute) – francuski dramat filmowy z 2015 roku w reżyserii Emmanuelle Bercot.
Światowa premiera filmu miała miejsce 13 maja 2015 roku podczas 68. MFF w Cannes, gdzie film był prezentowany poza konkursem głównym. Film został wyświetlony na otwarcie festiwalu.
Polska premiera filmu nastąpiła 7 maja 2016 roku, w ramach 7. Przeglądu Nowego Kina Francuskiego w warszawskim kinie Muranów.

## Obsada
- Catherine Deneuve jako Sędzia Florence Blaque
- Rod Paradot jako Malony
- Benoît Magimel jako Yann
- Sara Forestier jako Séverine
- Diane Rouxel jako Tess
- Élizabeth Mazev jako Claudine
- Anne Suarez jako Dyrektor JDC
- Christophe Meynet jako Pan Robin

i inni

## Nagrody i nominacje
41. ceremonia wręczenia Cezarów
- nagroda: najlepszy aktor w roli drugoplanowej − Benoît Magimel
- nagroda: najlepszy debiutujący aktor − Rod Paradot
- nominacja: najlepszy film − Emmanuelle Bercot, François Kraus i Denis Pineau-Valencienne
- nominacja: najlepsza reżyseria − Emmanuelle Bercot
- nominacja: najlepszy scenariusz oryginalny − Emmanuelle Bercot i Marcia Romano
- nominacja: najlepsza aktorka − Catherine Deneuve
- nominacja: najlepsza aktorka w roli drugoplanowej − Sara Forestier
- nominacja: najlepsza debiutująca aktorka − Diane Rouxel